# Halo of Blood
Halo of Blood – ósmy album studyjny fińskiej grupy muzycznej Children of Bodom. Wydawnictwo ukazało się 7 czerwca 2013 roku nakładem wytwórni muzycznej Nuclear Blast Records. Nagrania zostały zarejestrowane w Johnny Danger Studios. Podczas nagrań zespół współpracował z inżynierami Mikko Karmila, Peterem Tägtgrenem oraz Janne Wirmanem.

## Lista utworów
Opracowano na podstawie materiału źródłowego.
1. "Waste of Skin" - 4:16
2. "Halo of Blood" - 3:12
3. "Scream For Silence" - 4:09
4. "Transference" - 3:58
5. "Bodom Blue Moon (The Second Coming)" - 4:14
6. "Your Days Are Numbered" - 3:40
7. "Dead Man’s Hand on You" - 4:57
8. "Damaged Beyond Repair" - 4:20
9. "All Twisted" - 4:52
10. "One Bottle and A Knee Too Deep" - 4:04
11. "Crazy Nights (Loudness cover)" - 4:25 (Tylko edycja limitowana)
12. "Sleeping in My Car (Roxette cover)" - 3:19 (Tylko edycja limitowana)

## Twórcy
Opracowano na podstawie materiału źródłowego.
- Alexi Laiho – wokal prowadzący, gitara prowadząca
- Roope Latvala – gitara rytmiczna, wokal wspierający
- Jaska Raatikainen – perkusja, wokal wspierający
- Henkka Seppälä – gitara basowa, wokal wspierający
- Janne Wirman – keyboard